# Proteína morfogenética óssea
As proteínas morfogenéticas ósseas (bone morphogenetic proteins ou BMPs em inglês) são um grupo de fatores de crescimento também conhecidos como citocinas e como metabológenos.  Originalmente descobertas por sua capacidade de induzir a formação de osso e cartilagem, as BMPs são agora considerados um grupo de sinais morfogenéticos essenciais, orquestrando a arquitetura dos tecidos em todo o corpo.  O importante funcionamento dos sinais de BMP na fisiologia é enfatizado pela multiplicidade de funções da sinalização desregulada de BMP em processos patológicos. O câncer geralmente envolve a má regulação do sistema de sinalização BMP. A ausência de sinalização de BMP é, por exemplo, um fator importante na progressão do câncer de cólon,  e, inversamente, a superativação da sinalização de BMP após esofagite induzida por refluxo provoca o esôfago de Barrett e, portanto, é fundamental para o desenvolvimento de adenocarcinoma esofágico. 
As BMPs humanas recombinantes (rhBMPs) são usadas em aplicações ortopédicas, como fusões espinhais, não uniões e cirurgia oral. 

## Usos médicos
As BMPs para uso clínico são produzidas usando tecnologia de DNA recombinante. BMP-2 e BMP-7 recombinantes são atualmente aprovados para uso humano. 